# Berimbau
O berimbau(português brasileiro) ou hungo(português angolano) é um instrumento de corda com origem em Angola e tradicional da Bahia.
Este instrumento foi levado pelos angolanos escravizados para o Brasil onde passou a ser utilizado para acompanhar a dança/luta/esporte acrobático chamado capoeira.
O instrumento é tema de uma canção popular do violonista brasileiro Baden Powell de Aquino, com letra composta por Vinícius de Moraes. Considerado um dos maiores percussionistas do planeta, o músico Naná Vasconcelos, de Pernambuco, especializou-se em instrumentos de origem africana, em especial o berimbau, inclusive expandindo a sua técnica. Preservado na Bahia até o presente, o berimbau sempre foi um suvenir no estado, vendido aos turistas muito mais como adorno que como instrumento — colorido e enfeitado, bem diferente daquele que os capoeiristas utilizam.[carece de fontes?]

## Outros nomes, grafias e etimologia
Também conhecido como berimbau de peito em Portugal e hungu na África. No sul de Moçambique, tem o nome de xitende. É também conhecido entre os angolanos como m'bolumbumba, e utilizado pelos quimbundos, ovambos, nyanekas, humbis e khoisan.

## Descrição
É constituído por uma vara em arco, de madeira ou verga, com comprimento aproximado de 1,50 metros a 1,70 metros e um fio de aço (arame) preso nas extremidades da vara. Na sua base, é amarrada uma cabaça (Lagenaria siceraria) ou um coité (da planta Crescentia cujete), sendo mais comum a cabaça com o fundo cortado, que funciona como caixa de ressonância. O tocador de hungo usa a mão esquerda para sustentar o conjunto e pratica um movimentos de vai e vem contra o ventre, utilizando uma pedra ou uma moeda (dobrão), para pressionar o fio. A mão direita, com uma varinha, percute a corda. É usado, também, o caxixi, que é um pequeno chocalho preso aos dedos do tocador.

## Etimologia
"Berimbau" origina-se do termo quimbundo mbirimbau. "Urucungo" origina-se do termo quimbundo ri'kungu, que significa "cova". É uma referência à cavidade do berimbau.

## Origens
Estima-se que o arco musical tenha surgido por volta de 1500 a.C.. Instrumentos derivados do arco foram encontrados nas mais diversas regiões do mundo, como no Novo México, na Patagônia, na África e em civilizações antigas, entre elas a egípcia, a fenícia, a hindu, a persa e a assíria.[carece de fontes?] Há registos do hungu, na forma que conhecemos hoje, desde tempos primitivos, em Angola.
Da África, o berimbau foi levado ao Brasil pelos escravos africanos, acabando por ser incorporado na prática da arte marcial afro-brasileira conhecida como capoeira, na qual o som do berimbau comanda o ritmo dos movimentos do capoeirista. Contudo, no Brasil o instrumento acabou por se disseminando para outras manifestações culturais, como na música popular brasileira do guitarrista Baden Powell e do compositor Vinícius de Morais.

## Na Capoeira

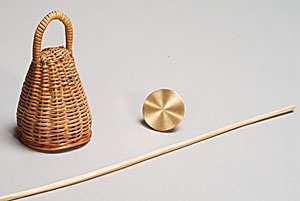
Caxixi, moeda (dobrão ou pedra) e baqueta

O berimbau é um elemento fundamental na capoeira, sendo reverenciado pelos capoeiristas antes de iniciarem um jogo. Alguns o consideram um instrumento sagrado. Ele comanda a roda de capoeira, dita o ritmo e o estilo de jogo. São dados nomes às variações de toques mais conhecidas, e quando se toca repetidamente um mesmo toque, diz-se que está jogando a capoeira daquele estilo. As variações mais comuns são "Angola" e "São Bento Grande".
Na capoeira, até três berimbaus podem ser tocados conjuntamente, cada um com uma função mais ou menos definida.
- O gunga toca a linha grave, raramente com improvisações. O tocador de berra-boi no começo de uma roda de capoeira geralmente é seu líder, sendo seguido pelos outros instrumentos. O tocador principal do gunga geralmente também lidera a cantoria, além de convidar os jogadores ao "pé do berimbau" (para inciarem o jogo).
- o médio complementa o gunga. Por exemplo, enquanto o gunga toca um padrão simples de oito unidades, o médio pode tocar uma variação de dezesseis unidades. O diálogo entre o gunga e o médio caracteriza o toque. No toque São Bento Pequeno, o médio inverte a melodia do gunga, com alguma improvisação.
- O viola toca a maioria das improvisações dentro do ritmo definido pelos outros dois. O tocador do violinha harmoniza e quebra para acentuar as músicas.

Não há muitas regras formais no toque do berimbau na capoeira, sendo que cada mestre de roda determina a interação entre seus músicos. Alguns preferem todos os instrumentos em uníssono, ao passo que outros dividem os tocadores entre iniciantes e avançados, requerendo dos últimos variações mais complexas.
A afinação na capoeira é escassamente definida. O berimbau é um instrumento microtonal, e pode ser afinado na mesma altura, variando apenas no timbre. A nota baixa do médio é afinada com a nota alta do gunga, o mesmo se procedendo em relação ao violinha para com o médio. Outros gostam de afinar o instrumento em quarteto (dó-fá-si) ou em tríade (dó-mi-sol). No geral, a afinação depende da aprovação do mestre de roda.
Em 1826, o artista francês Jean Baptiste Debret retratou um tocador de berimbau em "Joueur d'Uruncungo".

### Categorias
Entre os capoeiristas, há uma divisão em subtipos de berimbau.
- Gunga ou berra-boi: tom mais grave.
- médio: tom médio.
- violinha ou viola: tom mais alto.

Essas categorias relacionam-se ao som, não ao tamanho. A qualidade de um berimbau não depende do comprimento do arco nem do tamanho da cabaça, mas sim do diâmetro e resistência do arco e da qualidade sonora da cabaça.
O berimbau de som mais grave conhecido por gunga também é chamado de berra-boi. Sendo que os dois capoeiristas mais antigos da atualidade, Mestre Ananias e Mestre João Grande utilizam a denominação de Gunga.

### Toques
As variações dos toques (ritmos) do berimbau são inúmeras, entre elas:
- Angola: não toca a última batida da sequência básica
- São Bento Pequeno (ou Angola Invertido): similar ao Angola, mas com os tons altos e baixos invertidos ; geralmente tocado com o berimbau médio, enquanto se toca o toque Angola no berimbau mais grave.
- São Bento Grande de Bimba (ou Regional): inventado por Mestre Bimba, geralmente tocado em um padrão de duas barras.
- São Bento Grande de Angola: adiciona uma batida extra ao toque São Bento Pequeno. São Bento Grande possui ainda uma variação regional.
- Iúna: toque para reverenciar aos antepassados.
- Cavalaria: usado no passado para avisar os capoeiristas da aproximação de policiais — existem variações.
- Santa Maria: uma transcrição em quatro barras dos corridos "Santa Maria" e "Apanha Laranja no Chão Tico Tico".
- Benguela: (xxL.H.H.)

Entre outros toques, destacam-se o Idalina e o Amazonas, todos derivados do padrão básico da capoeira.
Capoeiristas também tocam samba antes ou depois de jogarem capoeira, com toques próprios, derivados do samba de roda.

### Notação
A maioria dos toques de capoeira deriva de uma estrutura básica de oito unidades
Legenda
. = pausa
x = zumbido
L = tom baixo
H = tom alto
(...) = compasso de 2 ou 4 batidas, 8 a 16 subdivisões/unidades
(..|..) = dois ou mais compassos
(Nota: todos os caracteres possuem o mesmo tempo)

### A Técnica do Berimbau na Capoeira
Segura-se o berimbau com uma das mãos, à altura da cabaça; com a mesma mão, segura-se a moeda ou uma pedra de areia lavada que, durante o toque do instrumento, será, várias vezes, pressionada contra o arame, de forma a modificar o tom do berimbau. A cabaça posiciona-se à altura do abdome do tocador, pois este modifica-lhe o som, quando aproxima ou afasta a cabaça de seu corpo. Com a vareta na outra mão, executam-se as batidas no arame; e, na mesma mão da vareta, o tocador segura o caxixi, de forma a preencher o som da batida da vareta com o som do caxixi: uma espécie de chocalho.

## Instrumentos similares
Os siddis, da Índia, são descendentes de imigrantes oriundos da África Oriental. Eles tocam um instrumento parecido com o berimbau chamado malunga.